# Foc de contrabateria

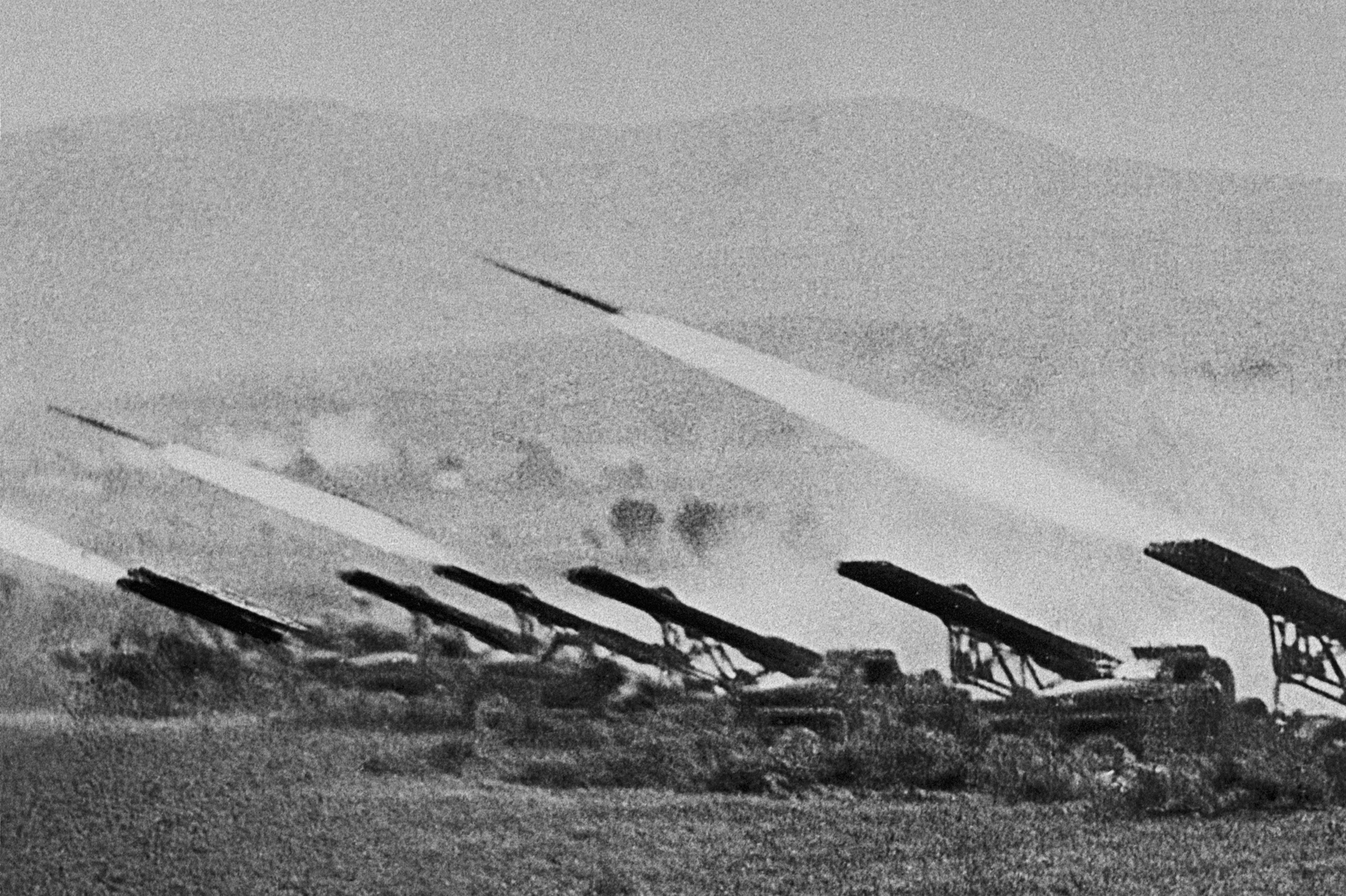
L'artilleria autopropulsada, a causa de la seva mobilitat, és molt efectiva realitzant i evitant el foc de contrabateria. A la batalla de Stalingrad els Katiuixa, llançadors BM-13 sobre camions ZiS-6, van ser decisius.

El foc de contrabateria, o simplement contrabateria, és una acció de l'artilleria que consisteix a atacar els elements de foc indirecte enemics, a fi d'anul·lar-ne o disminuir-ne l'activitat.